# Sabina Jeschke
Pour les articles homonymes, voir Jeschke.
 (août 2023).
 (novembre 2022).
Sabina Jeschke (née le 27 juillet 1968 à Kungälv, Suède) est une professeure allemande de sciences de l’information en génie mécanique à l'École supérieure polytechnique de Rhénanie-Westphalie.

## Biographie

### Études et parcours professionnel
Sabina Jeschke a étudié la physique et l’informatique à la Technische Universität Berlin,  en Allemagne. Elle a terminé son projet de recherche étudiante lors d’un séjour de recherche au Ames Research Center, en Californie, aux États-Unis sous la direction de William (Bill) Borucki Au cours de ses études doctorales, elle a travaillé comme chercheuse scientifique à l’Institut für Mathematik de la Technische Universität Berlin et comme professeure adjointe / instructrice au Georgia Institute of Technology à Atlanta, aux États-Unis.
En 2004, elle a obtenu son doctorat (Dr. rer. nat.) avec mention. Après deux ans, Sabina Jeschke est devenue professeur junior de nouveaux médias en mathématiques et en sciences naturelles à la Technische Universität Berlin. À partir de 2007, elle a occupé un poste de professeur titulaire à l’Institut des technologies des services informatiques et est simultanément devenue directrice des services centraux des technologies de l’information à l’université de Stuttgart.  En outre, elle a été professeure invitée et directrice de l’ancien Centre pour le multimédia dans l’enseignement et la recherche, maintenant innoCampus à la Technische Universität Berlin. 
En 2009, elle a suivi l’appel de l’École supérieure polytechnique de Rhénanie-Westphalie et est devenue professeure et directrice de l’Institut Cluster IMA/ZLW & IfU à la Faculté de génie mécanique . Jusqu’en 2010, elle a également travaillé comme professeur invité avec la direction scientifique de projets de recherche à l’Institut für Technische Optik de l’université de Stuttgart. D’octobre 2011 à septembre 2016, elle a été vice-doyenne de la Faculté de génie mécanique de École supérieure polytechnique de Rhénanie-Westphalie.
Elle dirige le laboratoire de cybernétique IMA/ZLW & IfU depuis novembre 2017. 

### Domaines de recherche
Certains des principaux domaines de ses recherches sont la robotique et la technologie d’automatisation (robotique hétérogène et coopérative, services web en robotique), le trafic et la mobilité (systèmes de transport autonomes et semi-autonomes, logistique internationale, modèles car2car & car2X), l’Internet des objets et les systèmes cyber-physiques (industrie 4.0, services web sémantique), l’intelligence artificielle (intégration de données et exploration de données, systèmes multi-agences, informatique cognitive), interaction homme-machine (laboratoires virtuels et distants, environnements de formation intelligents), recherche en innovation (domaines d’innovation, suivi des tendances) et gestion de l’information (technologies d’intégration pour les services d’information, concepts innovants d’apprentissage et d’enseignement).

### Autres mandats et activités
Elle est membre et experte de nombreux comités et commissions, notamment membre senior de l’Institut des ingénieurs électriciens et électroniciens  depuis 2011 et membre du comité de programme « Robotique et automatisation » du Centre aérospatial allemand depuis 2017. 
Elle est membre du conseil de surveillance de Körber AG depuis mai 2015 et membre de la direction de VDI – l’Association des ingénieurs allemands depuis avril 2012.
Elle prend un congé sabbatique au cours du semestre d’été 2017 pour se concentrer sur ses recherches sur la conscience artificielle / machine et a participé à la création du groupe de réflexion Strong Artificial Intelligence chez Volvo à Göteborg, en Suède.
Le 10 novembre 2017, elle est nommée membre du conseil d’administration de Deutsche Bahn pour la numérisation et la technologie. Son contrat, initialement de trois ans, est prolongé par le Conseil de surveillance du 11 décembre 2019, pour cinq ans jusqu'à fin 2025. Elle démissionne pour la fin mai 2021.

### Distinctions
En juillet 2014, elle est honorée par la Société allemande d’informatique avec la reconnaissance des esprits numériques allemands,. Pour sa contribution à une formation moderne en ingénierie, elle a reçu la chaîne Nikola Tesla d’or de l’International Society for Engineering Pedagogy en septembre 2015. 
Avec l’équipe Carologistics de l’Université RWTH d’Aix-la-Chapelle et de l’Université des sciences appliquées d’Aix-la-Chapelle, elle a remporté le titre de championne du monde de la RoboCup Logistics League 2014, 2015 et 2016 pendant trois années consécutives. 

## Livres
- Song, Houbing; Rawat, Danda; Jeschke, Sabina; Brecher, Christian, eds. (2016). Cyber-Physical Systems - 1st Edition (elsevier.com)
- Jeschke, Sabina; Brecher, Christian; Song, Houbing; Rawat, Danda B., eds. (2016). Industrial Internet of Things | SpringerLink
- Jeschke, Sabina; Isenhardt, Ingrid; Hees, Frank; Henning, Klaus, eds. (2016). Automation, Communication and Cybernetics in Science and Engineering 2015/2016 | SpringerLink
- Jeschke, Sabina; Richert, Anja; Hees, Frank; Jooß, Claudia, eds. (2015). Exploring Demographics | SpringerLink
- Jeschke, Sabina; Isenhardt, Ingrid; Hees, Frank; Henning, Klaus, eds. (2014). Automation, Communication and Cybernetics in Science and Engineering 2013/2014
- Jeschke, Sabina; Kobbelt, Leif; Dröge, Alicia, eds. (2014). Exploring Virtuality
- Jeschke, Sabina; Hees, Frank; Richert, Anja; Trantow, Sven, eds. (2012). Insights on the Future of Work 2011/2012
- Intelligent Robotics and Applications Part I and Intelligent Robotics and Applications
- Jeschke, Sabina; Isenhardt, Ingrid; Hees, Frank; Trantow, Sven, eds. (2011). Enabling Innovation | SpringerLink